# 히라마쓰 료타로
히라마쓰 료타로(일본어: 平松 遼太郎, 1996년 4월 5일~)는 일본의 축구 선수이다.

## 구단 경력
그는 2019년 일본 풋볼 리그의 FC 이마바리에 입단했다. 2019년 일본 풋볼 리그 3위를 기록하여 J3리그로 승격했다. 2021년 일본 풋볼 리그의 나라 클럽로 이적했다. 2022년 일본 풋볼 리그 우승으로 J3리그로 승격했다. 2023년 8월 일본 지역 리그의 후쿠야마 시티 FC로 이적했다.